# Gujana na Letnich Igrzyskach Olimpijskich 2008
Gujanę na Letnich Igrzyskach Olimpijskich 2008 reprezentowało 4 zawodników: 2 mężczyzn i 2 kobiety.

## Skład kadry

### Lekkoatletyka
Mężczyźni
| Zawodnik    | Konkurencja   | Kwal. | Kwal. | Ćwierćfinał           | Ćwierćfinał           | Półfinał              | Półfinał              | Finał                 | Finał                 |
| Zawodnik    | Konkurencja   | Wynik | Poz.  | Wynik                 | Poz.                  | Wynik                 | Poz.                  | Wynik                 | Poz.                  |
| ----------- | ------------- | ----- | ----- | --------------------- | --------------------- | --------------------- | --------------------- | --------------------- | --------------------- |
| Adam Harris | bieg na 200 m | 21,36 | 6     | → Nie awansował dalej | → Nie awansował dalej | → Nie awansował dalej | → Nie awansował dalej | → Nie awansował dalej | → Nie awansował dalej |

Kobiety
| Zawodnik       | Konkurencja   | Kwal.   | Kwal. | Ćwierćfinał            | Ćwierćfinał            | Półfinał               | Półfinał               | Finał                  | Finał                  |
| Zawodnik       | Konkurencja   | Wynik   | Poz.  | Wynik                  | Poz.                   | Wynik                  | Poz.                   | Wynik                  | Poz.                   |
| -------------- | ------------- | ------- | ----- | ---------------------- | ---------------------- | ---------------------- | ---------------------- | ---------------------- | ---------------------- |
| Aliann Pompey  | bieg na 400 m | 50,99   | 2     |                        |                        | 50,93                  | 4                      | → Nie awansowała dalej | → Nie awansowała dalej |
| Marian Burnett | bieg na 800 m | 2:02,02 | 5     | → Nie awansowała dalej | → Nie awansowała dalej | → Nie awansowała dalej | → Nie awansowała dalej | → Nie awansowała dalej | → Nie awansowała dalej |

### Pływanie
Mężczyźni
| Zawodnik      | Konkurencje          | Kwal. | Kwal. | Półfinał              | Półfinał              | Finał                 | Finał                 |
| Zawodnik      | Konkurencje          | Wynik | Poz.  | Wynik                 | Poz.                  | Wynik                 | Poz.                  |
| ------------- | -------------------- | ----- | ----- | --------------------- | --------------------- | --------------------- | --------------------- |
| Niall Roberts | 50 m stylem dowolnym | 25,13 | 69    | → Nie awansował dalej | → Nie awansował dalej | → Nie awansował dalej | → Nie awansował dalej |